# Francisco Joaquim Bingre
Francisco Joaquim Bingre (Estarreja, Canelas, 9 de Julho de 1763 - Mira, Mira, 26 de Março de 1856) foi um poeta arcádico e pré-romântico português. 

## Biografia
Segundo consta nos registos paroquiais, "[a]os dezesete dias do mêz de Julho de mil setecentos e sessenta e três, baptizei a Francisco Joaquim, filho legítimo de Manuel Fernandes e de Ana Maria Hibingre, na Pedregosa, desta freguezia de S. Thomé de Canellas, bispado de Coimbra; neto paterno de Manuel Fernandes, e de sua mulher, Joanna Dias, d'esta freguezia de Canellas, e materno do capitão de hussardos, Gaspar Hibingre e de Maria Catharina Hibingre, da cidade de Viena d'Austria. Nasceu aos nove do dito mêz e anno. (...)"
Embora nascido em Canelas, cedo rumou com seus pais a Lisboa, onde o ramo germânico da família exercia os seus negócios. Na capital realizou os seus estudos, durante os quais ficou patente a sua preferência por temas literários e o seu pouco apreço por temas técnicos e económicos. Dedicou a melhor parte das suas energias de juventude às tertúlias com a sociedade literata do seu tempo, em prejuízo da gestão do património familiar. Dotado de uma capacidade de improvisão notável, facilmente prodigalizava a sua arte — não havendo naquele tempo outeiro, serenata ou função para que não fosse convidado na companhia de Manuel Maria Barbosa du Bocage  e outros poetas da Nova Arcádia. Desventuras várias, entre as quais alguma perseguição política, o obrigaram a despender a segunda metade da sua longa vida na vila de Mira, no distrito de Coimbra, a partir de 1801. Aí exerceu as funções de escrivão do Juízo, da câmara, e de tabelião. Quando morreu aos 93 anos de idade, no dia 26 de Março de 1856, era célebre entre os seus contemporâneos letrados, mas tal fama não lhe garantiu nem a prosperidade, nem a publicação ainda em vida da maior parte da sua obra. Encontra-se sepultado no jazigo mirense dos Bingre do Amaral, seus descendentes directos.

## Obra
Foi fundador e sócio número um da renomada Academia de Belas Letras, também conhecida por Nova Arcádia de Lisboa, onde assinava sob o pseudónimo de Francélio Vouguense. A par do espírito do seu tempo, foi sob a influência do pré-romantismo que Bingre compôs uma vasta obra, distribuída por  sonetos, odes, sátiras, madrigais, farsas, elegias, fábulas cançonetas, epístolas, hinos, etc. Dos colegas literários recebeu o cognome de "Cisne do Vouga". O poeta seu coetâneo José Agostinho de Macedo dele dizia ser "bom poeta e judicioso homem."
A obra de Francisco Joaquim Bingre constitui hoje um motivo de orgulho de Canelas, que entendeu homenagear o poeta dando o seu nome à banda filarmónica da vila. Pesem embora a sua fama entre os círculos literários oitocentista, a abundância de versos que legou, e a recente publicação (2000-2005) de centenas de manuscritos inéditos, a sua obra é ainda desconhecida para muitos portugueses e a leitura das suas composições poéticas ainda não faz parte dos programas de História de Literatura Portuguesa.